# Kirchberg, Haut-Rhin
 Kirchberg là một xã ở tỉnh Haut-Rhin trong vùng Grand Est ở đông bắc Pháp. Xã này có diện tích 6,74 kilômét vuông, dân số năm 1999 là 842 người. Khu vực này có độ cao 440 mét trên mực nước biển.